# عسر القراءة العميق
عُسر القراءة العميق هو شكلٌ من أشكال تعذر القراءة يسفر عن حدوث صعوبةٍ في عملية القراءة عند الأفراد الذين لم يعانوا من هذه المشكلة حتى تعرضهم لإصابةٍ في الرأس في النصف الرئيسي (غالبًا الأيسر)، قد يحدث عسر القراءة العميق نتيجةً لإصابةٍ في الرأس أو بسبب سكتةٍ دماغية أو مرضٍ دماغيّ أو إجراء عمليةٍ جراحية في الرأس.
تم اشتقاق مصطلح عسر القراءة (dyslexia) من الكلمتين اليونانيتين "dys" وتعني «ضعف»، و"lexis" وتعني «كلمة»، ويُسْتَخْدَمُ لوصف اضطرابات اللغة التي تتعلق بالقراءة والتهجئة.

## التصنيف
يتسم «عسر القراءة العميق» بشكلٍ أساسي بوجود أخطاءٍ أو خللٍ دلالي أثناء القراءة بصوتٍ عالٍ (على سبيل المثال «منظر» و «مشهد»)، وتشمل السمات الأخرى الأخطاء البصرية (فقد يقرأ المريض كلمةً مثل «حنين» على أنها «جنين») وأخطاءً في فئة الكلمة (على سبيل المثال كلمة «الكحول» تصبح "الكحولية") وكذلك صعوبة قراءة الكلمات الوظيفية مثل الأدوات والحروف والضمائر، وكثيرًا ما توجد صعوبة في قراءة الكلمات المجردة بصورةٍ أكبر من قراءة الكلمات المادية وأيضًا الكلمات ذات المعاني التخيلية، كما يصاحبه عجزٌ كامل في قراءة الحروف التي لا تعبر عن أية كلمة بعينها، وأيضًا تحدث إعاقاتٌ حادة عند الكتابة لتحضير خطابٍ أو الكتابة بشكلٍ عفوي، وفي كثيرٍ من الحالات يظهر ضعفٌ في الذاكرة قصيرة المدى أو تذكر الأرقام. .

## العلامات والأعراض
على الرغم من أنَّ أعراض عسر القراءة العميق تُعد من إعاقات القراءة المختلفة والمتباينة، إلا أنَّه نادرًا ما يظهر بعضٌ منها فقط دون الأخرى على الفرد المصاب بها؛ حيث إنَّ معظم المرضى الذين يعانون من دلالة الرموز غالبًا ما تظهر عليهم جميع الأعراض الأخرى، وقد أدى ذلك إلى اعتبار عسر القراءة العميق مرضًا «ذا أعراضٍ مركبة» وأيضًا إلى كثيرٍ من البحث عن أسباب حدوث هذه الأعراض المتنوعة معًا في آنٍ واحد عند العديد من المرضى.